# Emerson Fittipaldi

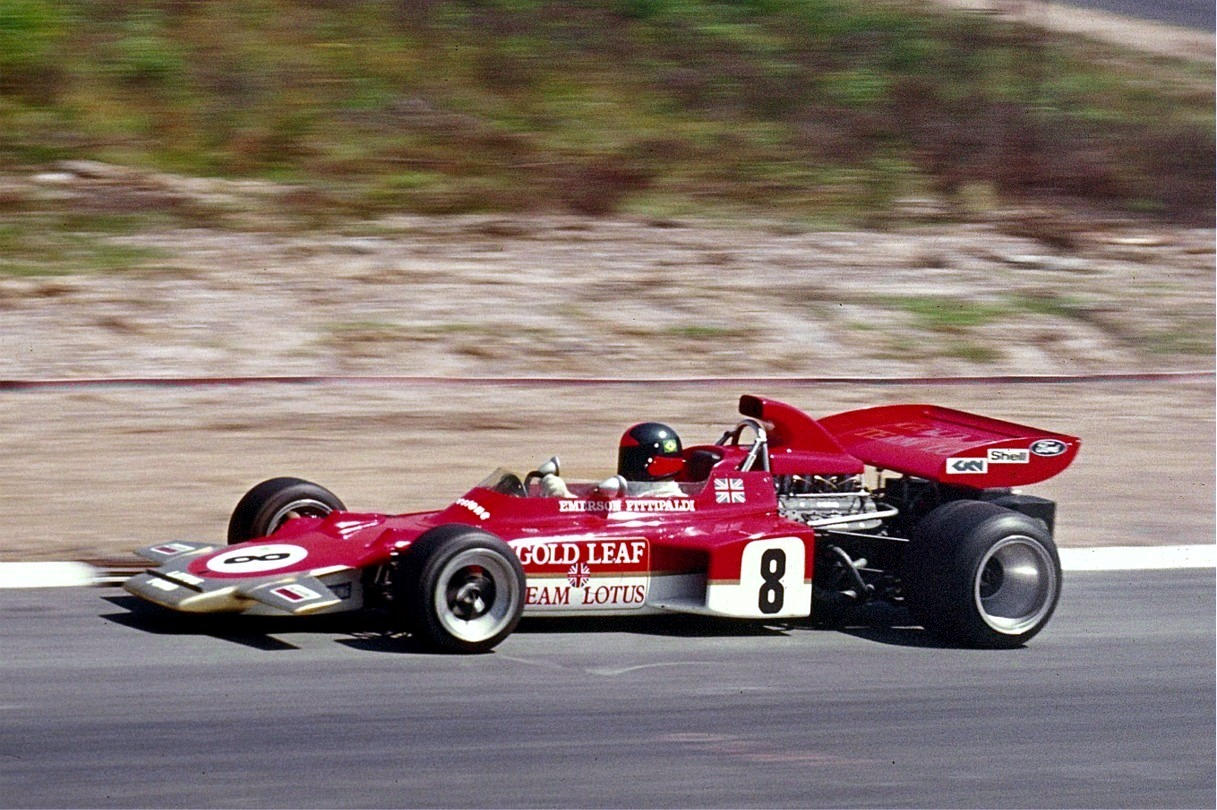
Fittipaldi 1971 op de Nürburgring

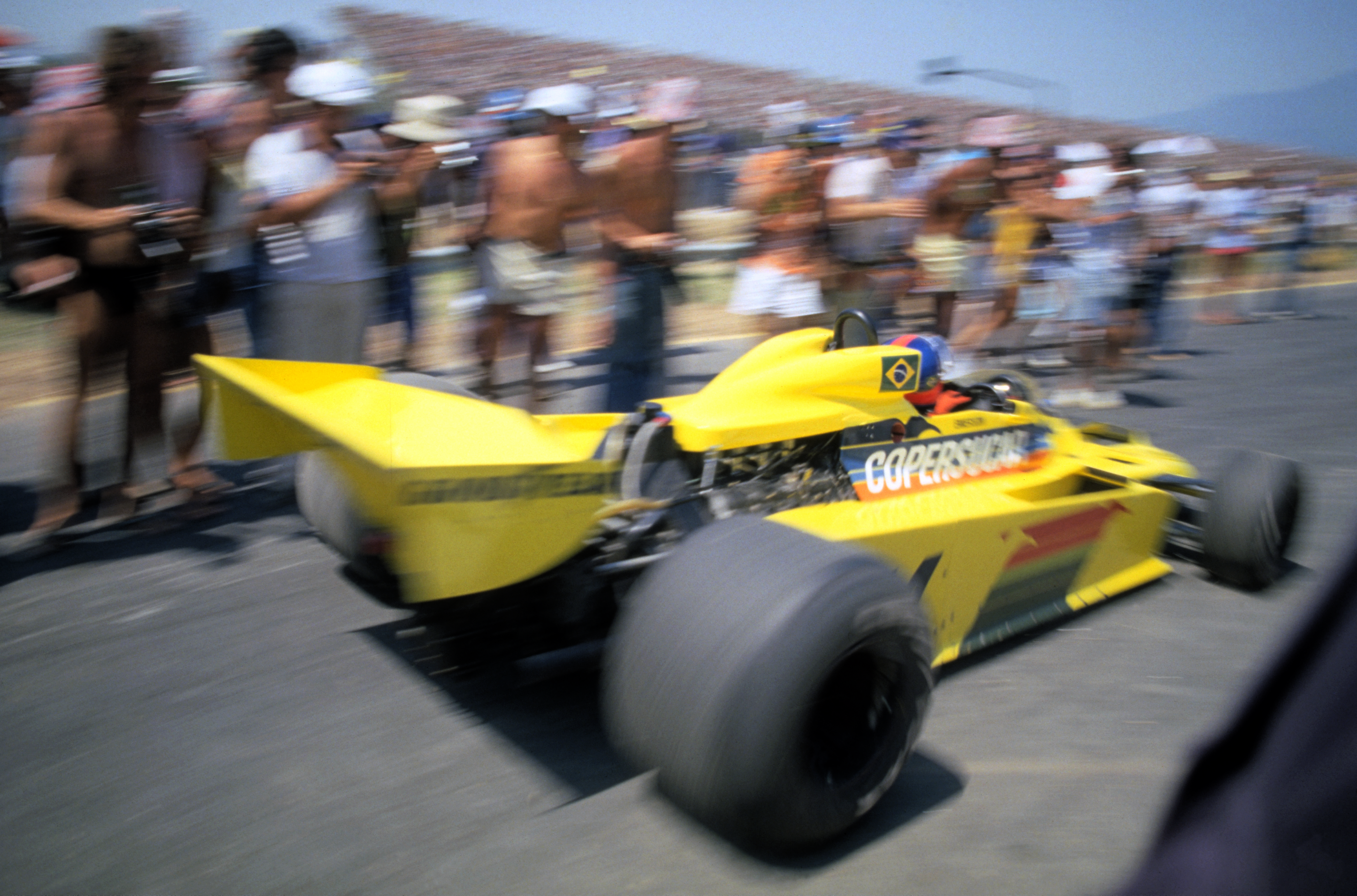
Fittipaldi Copersucar, Jacarepagua, 1978

Emerson "Emmo" Fittipaldi (São Paulo, 12 december 1946) is een voormalig Braziliaans autocoureur. Hij werd tweemaal wereldkampioen Formule 1 en eenmaal IndyCar-kampioen.

## Zijn carrière

### De opkomst
Emerson Fittipaldi startte zijn autosportloopbaan in Engeland, in de Britse Formule Ford. (Na hem zouden nog vele Brazilianen dezelfde route volgen: onder anderen Nelson Piquet, Ayrton Senna, Rubens Barrichello en Felipe Massa). Een jaar later, in 1970, debuteerde hij in de Formule 1 tijdens de Grote Prijs van Groot-Brittannië bij Lotus als derde rijder. Nadat kopman Jochen Rindt in Monza tijdens de training omgekomen was, nam hij op sensationele wijze de rol van nummer één over: bij pas zijn vierde (!) start in een Formule 1-race won hij de Grote Prijs van de Verenigde Staten op Watkins Glen International, en hielp zo de (postume) wereldtitel van Jochen Rindt veilig te stellen door diens grootste rivaal Jacky Ickx de nodige punten te onthouden.
In 1971 bleven overwinningen uit. Lichtpuntje was een tweede plaats in Oostenrijk. De ontwikkeling van de baanbrekende Lotus 72 die in 1970 de concurrentie had zoekgereden, stond op een laag pitje door het weinig succesvolle project van de Lotus 56B met gasturbinemotor.

### De jongste wereldkampioen
In 1972 versloeg Fittipaldi de regerend wereldkampioen Jackie Stewart. Hij behaalde dat jaar vijf Grand Prix-zeges in de compleet gerestylede en geüpdatete Lotus 72: het rood met goud van Gold Leaf had plaatsgemaakt voor het zeer in het oog springende en exclusieve zwart met goud van John Player Special. Met zijn 25 jaar en 99 dagen was hij de jongste wereldkampioen in de geschiedenis. Dit predicaat raakte hij pas in 2005 kwijt aan Fernando Alonso. (N.B. Sinds 2010 mag Sebastian Vettel zich de jongste wereldkampioen uit de geschiedenis noemen.)
Ook in 1973 vertrouwde Lotus op de '72'. De wonderschone bolide was nog steeds snel, maar niet zo snel als de Tyrrell 005 waarmee de Schot Jackie Stewart zijn derde wereldtitel veroverde. Bovendien had Fittipaldi met Ronnie Peterson een zeer competitieve teamgenoot. Peterson won vier Grands Prix, Fittipaldi bleef steken op drie. Desondanks pakte hij met een tweede plaats in het WK het maximaal haalbare.

### Overstap naar McLaren
Voor 1974 vertrok hij naar McLaren. Daar veroverde hij in de laatste race van dat seizoen in een rechtstreeks duel met Clay Regazzoni (Ferrari) en Jody Scheckter (Tyrrell) zijn tweede wereldtitel.
In 1975 was Niki Lauda oppermachtig in zijn Ferrari 312T. Fittipaldi's McLaren M23 (bouwjaar 1973) had een goede start, maar kende een moeizaam midden van het seizoen. Pas tegen het einde van het jaar, na de nodige mechanische en aerodynamische updates, kon de auto de strijd met Ferrari weer aan en sleepte Fittipaldi er met een sterk slotakkoord op Monza (Italië) en Watkins Glen (Verenigde Staten) een tweede plek in het WK uit.

### Het Copersucar project
Aan het einde van 1975 maakte Fittipaldi bekend, dat hij McLaren zou verlaten om bij het team van zijn broer Wilson te gaan racen. Deze verrassende beslissing (of vergissing) markeerde het einde van zijn grote successen in de Formule 1. De wagens van het Braziliaanse team waren niet competitief en gedurende vijf jaar kon Fittipaldi geen overwinning meer boeken. Het enige hoogtepunt was de tweede plaats tijdens de Grote Prijs van Brazilië (Rio de Janeiro) in 1978, met de Copersucar Fittipaldi F5A. Maar Emerson bleef zijn broer en zijn land trouw. Nadat hij aan het eind van het seizoen 1980 zijn helm aan de wilgen had gehangen, bleef hij nog twee jaar actief als teambaas van Fittipaldi Automotive, zonder succes.

### Na de Formule 1
Na 1982 verliet Fittipaldi de Formule 1, om in 1984 te gaan rijden in de Indycars. Daar boekte hij grote successen, won de Indianapolis 500 in 1989 en 1993 en werd kampioen in 1989.
In 1996 maakte Fittipaldi een zware crash mee, waarbij hij een nekwervel brak en na een vliegtuigongeluk in 1997, waarbij hij opnieuw zwaargewond raakte, besloot Fittipaldi zijn actieve racecarrière te beëindigen. In 2003 maakte Fittipaldi zijn debuut als teammanager in de Indycars. Hij was ook teambaas van A1 team Brazilië, totdat A1 Grand Prix ophield te bestaan.

## Formule 1 resultaten
| Seizoen | Team                  | Chassis | Races | Over- winningen | Pole Positions | Podiums | Punten | Rang |
| ------- | --------------------- | ------- | ----- | --------------- | -------------- | ------- | ------ | ---- |
| 1970    | Team Lotus            | 72C     | 5     | 1               | 0              | 1       | 12     | 10   |
| 1971    | Team Lotus            | 72D     | 10    | 0               | 0              | 3       | 16     | 6    |
| 1972    | Team Lotus            | 72D     | 12    | 5               | 3              | 8       | 61     | 1    |
| 1973    | Team Lotus            | 72E     | 15    | 3               | 1              | 8       | 55     | 2    |
| 1974    | McLaren               | M23     | 15    | 3               | 2              | 7       | 55     | 1    |
| 1975    | McLaren               | M23     | 13    | 2               | 0              | 6       | 45     | 2    |
| 1976    | Fittipaldi Automotive | FD04    | 15    | 0               | 0              | 0       | 3      | 17   |
| 1977    | Fittipaldi Automotive | F5      | 14    | 0               | 0              | 0       | 11     | 12   |
| 1978    | Fittipaldi Automotive | F5A     | 16    | 0               | 0              | 1       | 17     | 10   |
| 1979    | Fittipaldi Automotive | F6A     | 15    | 0               | 0              | 0       | 1      | 21   |
| 1980    | Fittipaldi Automotive | F7      | 14    | 0               | 0              | 1       | 5      | 15   |

### Overwinningen
| Nr. | Grand Prix                         | Jaar | Team       |
| --- | ---------------------------------- | ---- | ---------- |
| 1   | Grand Prix van de Verenigde Staten | 1970 | Team Lotus |
| 2   | Grand Prix van Spanje              | 1972 | Team Lotus |
| 3   | Grand Prix van België              | 1972 | Team Lotus |
| 4   | Grand Prix van Groot-Brittannië    | 1972 | Team Lotus |
| 5   | Grand Prix van Oostenrijk          | 1972 | Team Lotus |
| 6   | Grand Prix van Italië              | 1972 | Team Lotus |
| 7   | Grand Prix van Argentinië          | 1973 | Team Lotus |
| 8   | Grand Prix van Brazilië            | 1973 | Team Lotus |
| 9   | Grand Prix van Spanje              | 1973 | Team Lotus |
| 10  | Grand Prix van Brazilië            | 1974 | McLaren    |
| 11  | Grand Prix van België              | 1974 | McLaren    |
| 12  | Grand Prix van Canada              | 1974 | McLaren    |
| 13  | Grand Prix van Argentinië          | 1975 | McLaren    |
| 14  | Grand Prix van Groot-Brittannië    | 1975 | McLaren    |

- 1950 G. Farina
- 1951 J. M. Fangio
- 1952 A. Ascari
- 1953 A. Ascari
- 1954 J. M. Fangio
- 1955 J. M. Fangio
- 1956 J. M. Fangio
- 1957 J. M. Fangio
- 1958 M. Hawthorn
- 1959 J. Brabham
- 1960 J. Brabham
- 1961 P. Hill
- 1962 G. Hill
- 1963 J. Clark
- 1964 J. Surtees
- 1965 J. Clark
- 1966 J. Brabham
- 1967 D. Hulme
- 1968 G. Hill
- 1969 J. Stewart
- 1970 J. Rindt
- 1971 J. Stewart
- 1972 E. Fittipaldi
- 1973 J. Stewart
- 1974 E. Fittipaldi
- 1975 N. Lauda
- 1976 J. Hunt
- 1977 N. Lauda
- 1978 M. Andretti
- 1979 J. Scheckter
- 1980 A. Jones
- 1981 N. Piquet
- 1982 K. Rosberg
- 1983 N. Piquet
- 1984 N. Lauda
- 1985 A. Prost
- 1986 A. Prost
- 1987 N. Piquet
- 1988 A. Senna
- 1989 A. Prost
- 1990 A. Senna
- 1991 A. Senna
- 1992 N. Mansell
- 1993 A. Prost
- 1994 M. Schumacher
- 1995 M. Schumacher
- 1996 D. Hill
- 1997 J. Villeneuve
- 1998 M. Häkkinen
- 1999 M. Häkkinen
- 2000 M. Schumacher
- 2001 M. Schumacher
- 2002 M. Schumacher
- 2003 M. Schumacher
- 2004 M. Schumacher
- 2005 F. Alonso
- 2006 F. Alonso
- 2007 K. Räikkönen
- 2008 L. Hamilton
- 2009 J. Button
- 2010 S. Vettel
- 2011 S. Vettel
- 2012 S. Vettel
- 2013 S. Vettel
- 2014 L. Hamilton
- 2015 L. Hamilton
- 2016 N. Rosberg
- 2017 L. Hamilton
- 2018 L. Hamilton
- 2019 L. Hamilton
- 2020 L. Hamilton
- 2021 M. Verstappen
- 2022 M. Verstappen
- 2023 M. Verstappen
- 2024 M. Verstappen